# Semion Dvoïris
Semion Issakovitch Dvoïris est un joueur d'échecs russe né le 2 novembre 1958 à Tcheliabinsk.
Au 1er juin 2019, il est le 116e joueur russe avec un classement Elo de 2 502 points.

## Biographie et carrière
Dvoïris finit 3e-5e du mémorial Tchigorine à Sotchi en 1982 (tournoi remporté par Mikhaïl Tal) et 3e-5e de la ligue supérieure du championnat d'URSS 1985 )  Kharkhov (victoire de Bareïev). 
Il se qualifia quatre fois à la finale du championnats d'URSS : en 1986, en 1989, 1990 et 1991 et finit à chaque fois davec un score négatif. 
Il remporta :
- la demi-finale du championnat d'URSS 1985 à Aktioubinsk en 1984 (avec 12 points sur 17) ;
- le tournoi de sélection de Barnaoul pour le championnat d'URSS 1988 (ex æquo avec 5 autres joueurs) ;
- la première ligue du championnat d'URSS en 1988 avec 11 points sur 17 à Simferopol[4] ;
- deux fois le tournoi international de Tcheliabinsk :
  - en 1989 (avec 11 points sur 14)[5] ;
  - en 1991 (avec 10,5 points sur 14)[6].

En 1989, il fut deuxième du mémorial Rubinstein à Polanica-Zdrój.
En 1993, Dvoïris remporta le tournoi zonal de Saint-Pétersbourg avec 6,5 points sur 9, seul vainqueur devant de les meilleurs joueurs russes :  Dreïev, Sviechnikov, Pigoussov, Tsechkovski, Andreï Sokolov, Vyjmanavine, Kharlov.  Grâce à ce résultat, il se qualifiait pour le tournoi interzonal de Bienne en juillet 1993 où il finit 62e.
De 1994 à 2003, il participa à huit championnats de Russie, finissant :
- deuxième ex æquo avec Alekseï Dreïev avec 7,5 points sur 11 en 1996 derrière Aleksandr Khalifman ;
- quart de finaliste en 1997, battu par le futur vainqueur, Peter Svidler ;
- quart de finaliste en 1999, éliminé par le Aleksandr Lastine ;
- 3e-10e ex æquo en 2003 (avec 6 points sur 9).

Il remporte en 2000 l'open du tournoi d'échecs de Hoogeveen, ex æquo avec Vladimir Epichine. Il finit premier de l'open de Genève en 2001.
En 2014, à Sibenik; Dvoïris remporte le championnat d'Europe par équipes senior au premier échiquier de l'équipe de Russie.